# Stedelijk Museum Bureau Amsterdam
Stedelijk Museum Bureau Amsterdam (SMBA) was van 1993 tot 2016 een projectruimte voor actuele Amsterdamse kunst als onderdeel van het Stedelijk Museum.
Het was de opvolger van Museum Fodor, een platform voor jonge Amsterdamse kunstenaars, dat in 1992 werd opgeheven. De doelstellingen van SMBA waren het stimuleren en signaleren van hedendaagse kunst in Amsterdam en het creëren van een internationaal podium hiervoor. Er werden jaarlijks ongeveer acht à tien solo- en groepstentoonstellingen georganiseerd.

## Activiteiten
In de Rozenstraat, waar de projectruimte van SMBA was gevestigd, werden naast tentoonstellingen ook andere activiteiten georganiseerd zoals lezingen, debatten en (boek)presentaties. Daarnaast vonden op verschillende locaties in de stad projecten plaats die (mede) door SMBA tot stand waren gekomen, zoals de residencyprojecten BijlmAIR (in samenwerking met Centrum Beeldende Kunst Zuidoost) en Artist in Residence Zuidas. Jonge kunstenaars werden uitgenodigd om zes maanden in een van deze residenties te wonen en werken en een werk te maken dat reflecteerde op aspecten van het stadsdeel. Verder was het Bureau betrokken bij de Stichting Postivisme, een programmastichting die zich bezighoudt met het stimuleren van de productie en ontwikkeling van elektronische, audiovisuele en performancekunst en nieuwe media en die verantwoordelijk is voor de programmering van de filmschermen op 11.

## Publicaties
Ter ere van het tienjarige bestaan van het SMBA werd een overzichtspublicatie (’10 Years SMBA, We Show Art’) uitgegeven met daarin alle nieuwsbrieven t/m eind 2003. Deze nieuwsbrieven verschenen zes keer per jaar en bevatten bijdragen van specialisten uit binnen- en buitenland en gaven een toelichting bij de lopende projecten. De SMBA Nieuwsbrief diende als ondersteuning bij en als aanvulling op de activiteiten van Bureau Amsterdam. Naast deze nieuwsbrieven verschenen er bij sommige tentoonstellingen ook publicaties.
De curator van het Stedelijk Museum Bureau Amsterdam was Jelle Bouwhuis.